# Scymnus femoralis
Svartsköldad dvärgpiga (Scymnus femoralis) är en skalbaggsart som först beskrevs av Leonard Gyllenhaal 1827.  Scymnus femoralis ingår i släktet Scymnus, och familjen nyckelpigor. Arten är reproducerande i Sverige.

## Bildgalleri

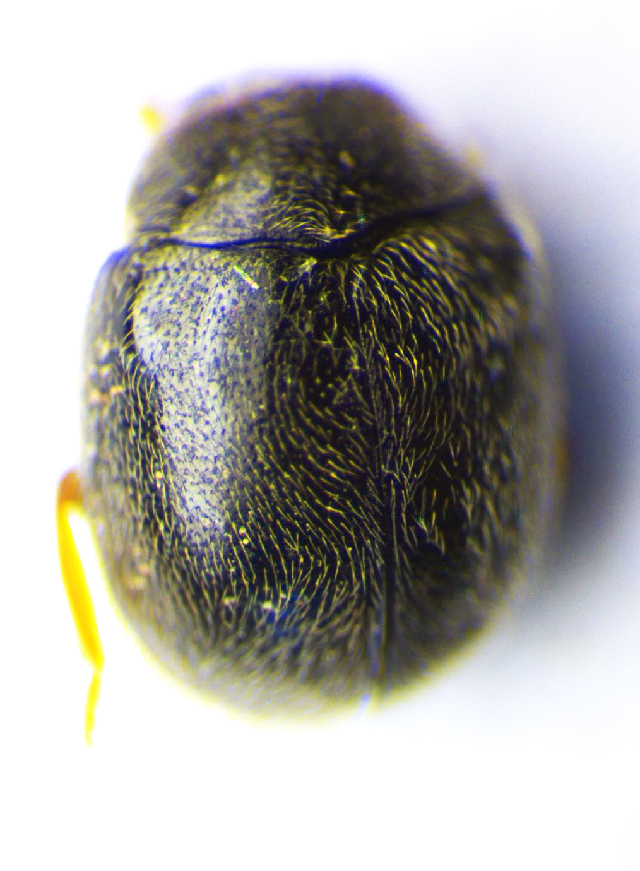